# 조반니 프란치니
조반니 프란치니(이탈리아어: Giovanni Francini, 이탈리아어 발음: [dʒoˈvanni franˈtʃiːni] 1963년 8월 3일~)는 이탈리아의 전직 축구 선수로, 현역 시절 포지션은 수비수이다.

## 클럽 경력
현역 시절, 프란치니는 토리노(1978–1987)에서 축구를 시작했는데, 1980년에 첫 경기를 치렀고, 1982-83 시즌에는 세리에 B의 레자나에 몸담았었는데, 이 시기 그는 소속 구단의 세리에 C 강등을 막지 못했다. 그는 토리노 연고 구단에서 활약하며 1980년부터 1982년까지 3년 연속으로 코파 이탈리아 결승전에 진출했고, 1985년에는 세리에 A 2위의 성적을 거두었으며, 같은 시기 유럽대항전 무대도 처음 밟았다. 그는 이후 나폴리 소속으로 디에고 마라도나와 한배를 타며,(1987–1994) 또다시 성공적인 시기를 보냈다. 이 시기, 그는 세리에 A, 수페르코파 이탈리아나, 그리고 UEFA컵 우승을 달성했고, 코파 이탈리아 결승전도 밟았다. 그는 1994년에 잠시 제노아를 거쳤고, 이후 브레시아로 이적하여(1994–96) 1996년에 32세의 나이로 세리에 B 무대에서 은퇴했다.

## 국가대표팀 경력
프란치니는 12차례 이탈리아 U-21 국가대표팀 경기에 출전해 2골을 기록했고, 체사레 말디니 감독의 지도 하에 1986년 U-21 유럽 선수권 대회에 참가해 준우승에 입상했다. 그는 1986년부터 1990년까지 아첼리오 비치니 감독 하의 이탈리아 국가대표팀 경기에도 8번 출전했고, 유로 1988에도 참가했는데, 이탈리아는 이 대회 준결승전에 진출했다. 그는 현역 시절에 그와 역할이 겹치는 안토니오 카브리니나 파올로 말디니의 존재로 인해 그리 많은 출전 기회를 잡지 못했다.

## 경기 방식
프란치니는 주로 좌측 수비수를 맡았는데, 그는 주력, 체력, 꾸준함, 평정심, 그리고 효율이 좋은 선수였다. 그는 "양옆 중앙 수비수"로 알려진 중앙 수비수로서 대인 방어에도 뛰어났다. 끈질기고 거칠게 견제하는 수비수로 알려진 그는 측면 수비수로서 공 배급 정확도가 높고 골냄새도 잘 맡아 공격 본능으로도 알려졌는데, 머리로 공을 잘 떨구어 안으로 쇄도해 주발인 왼발로 골을 노리기도 했고, 문전 앞으로 공격을 전개하기도 했다. 그는 현역 시절 내내 지휘관으로서의 역량으로도 두각을 나타냈다.

## 수상
나폴리
- 세리에 A: 1989–90
- 수페르코파 이탈리아나: 1990
- UEFA컵: 1988–89